# 通用技术
通用技术（英語：general technology）是指较为宽泛的、体现基础性和通用性的技术，与专业技术相区别。通用技术在日常生活中应用广泛。在中华人民共和国，通用技术在部分地区是高级中学的课程，主要开展基础性的技能训练。

## 概况
通用技术是相对于专用技术而提出的概念，在日常生活中应用广泛。作为高中课程，通用技术涵盖技术与设计、电子控制、简易机器制作等诸多实践性很强的版块，以培养学生技术设计和应用能力为主，目的是提高学生的技术素养，主要是设计学习和操作学习。高中阶段的通用技术，包括除信息技术外的所有学科技术。但应试教育下，该学科基本上只完成理论教学，而忽视了活动课的开展。

## 历史
2014年，教育部在其官方网站上发布工作要点，明确将出台全国考试招生制度改革总体方案和相关配套实施意见。9月4日，教育部正式发布《关于考试招生制度改革的实施意见》，文理不分科，高考总成绩由全国统一高考的语文、数学、外语3门科目的成绩，以及高中学业水平考试成绩组成。学业水平考试包含14门科目，考生可从技术（含通用技术、信息技术）等七科中，挑选三科成绩算入高考总分。2014年开始率先在上海市、浙江省秋季入学高一学生启动试点，并于2017年高考实施。浙江则率先出台改革方案，考生能够把技术（含通用技术、信息技术）作为选考科目计入总分，成为最先开设此课程的省份。通用技术以提高学生的技术素养，促进学生全面而富有个性的发展为目标，被认为是高中课程改革的一大亮点。

## 延伸阅读
- 中华人民共和国教育部. . 北京: 人民教育出版社. 2018-01. ISBN 978-7-107-31848-1.